# Обстрел колонны российских дипломатов в Ираке
Обстрел колонны российских дипломатов в Ираке — инцидент в ходе Иракской войны, произошедший в воскресенье, 6 апреля 2003 года, близ города Фаллуджа. Автоколонна с российскими дипломатами и журналистами, направлявшаяся в Дамаск, была обстреляна неизвестными.

## Ход событий
Утром 6 апреля в российском посольстве была сформирована автоколонна из восьми машин для эвакуации сотрудников диппредставительства, журналистов, госсобственности и личного имущества семей посольских работников. Предполагалось, что в Россию они вылетят регулярным рейсом из Дамаска.
Примерно в 11:30 колонна двинулась из Багдада в сторону сирийской границы. На автомашине посла был российский флаг. В колонне ехало порядка 25 человек, в самом посольстве оставалось работать ещё 12 сотрудников. В первой машине ехал лично посол России в Ираке Владимир Титоренко.
На выезде из иракской столицы на посту дорожной полиции колонна остановилась, так как впереди дорогу перерезала колонна американской бронетехники, которая расстреливала все автомобили, выезжавшие из Багдада. Было принято решение объехать опасную зону по параллельной дороге в 5 км от главной трассы, однако в 8 км от Багдада автоколонна подверглась прицельному обстрелу той самой американской бронеколонны, которая до этого расстреливала автомобили на трассе Багдад-Амман., в результате которого было ранено пять человек. Огонь вёлся из автоматического оружия на протяжении около 45 минут. Также были полностью выведены из строя и брошены 2 из посольских машин. Раненые были перевязаны на месте, и, по свидетельству корреспондента РТР Александра Минакова, примерно через час минут колонна смогла возобновить движение
В Фаллудже иракские врачи провели хирургическую операцию тяжело раненому в живот водителю посла Владимиру Архипову. Были извлечены две пули от американской винтовки М16. Владимир Титоренко принял решение остаться на ночь в Фаллудже, а журналисты самостоятельно двинулись к границе с Иорданией. На следующий день кортеж с дипломатами двинулся в Дамаск. В фаллуджском госпитале остался лишь Архипов, за которым позже вернулся Титоренко.По пути следования в Дамаск на отметке 256 км американо-австралийский отряд остановил колонну и пытался вытащить раненых из машин. Лишь звонок посла В.Титоренко по спутниковому телефону министру иностранных дел И. С. Иванову и командующему американскими войсками в Катаре позволили прекратить грубое поведение австралийских солдат в отношении сотрудников посольства, с которыми обращались как с пленными. Из Сирии дипломаты были эвакуированы специальным бортом МЧС.

## Версии и противоречия
Несмотря на то, что американская сторона обязалась провести расследование инцидента, до сих пор остаются неизвестны ни ответственные за обстрел, ни причины, по которым он был совершён. Пули от американских винтовок М16, извлечённые из раненых дипломатов и из повреждённых автомобилей, свидетельствуют в пользу двух основных версий: случайного поражения колонны, попавшей под перекрёстный огонь, и умышленной атаки колонны российских дипломатов американскими военными, о которой заявил сам посол России в Ираке Владимир Титоренко. Однако причин возможной агрессии Титоренко не назвал. Газета.ру выдвинула версию о том, что таким образом американцы, не имевшие права досматривать машины дипломатов, хотели проверить, кто в действительности едет в колонне: сотрудников посольства могли подозревать в попытке прикрытия эвакуации кого-либо из иракских лидеров или членов их семей. Также была озвучена возможность вывоза россиянами архивов Саддама Хусейна или даже самого президента в Россию, которую, однако Владимир Титаренко опроверг, указав лишь, что на американских блокпостах действительно неоднократно предпринимались попытки досмотра.
Председатель комитета Госдумы по международным делам Дмитрий Рогозин в своём заявлении радиостанции Эхо Москвы также не исключил возможность провокации с целью втягивания России в вооружённый конфликт.

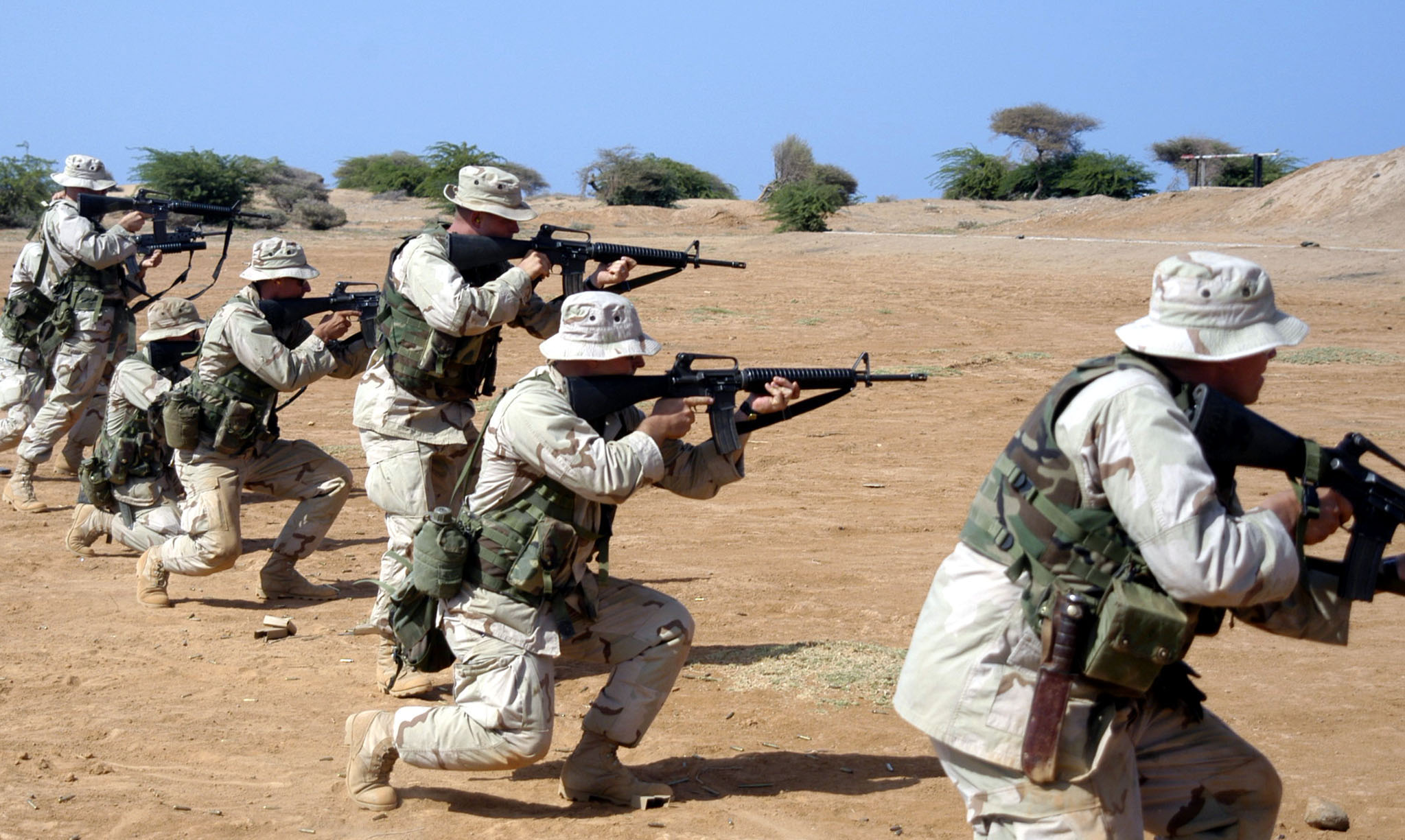
Морские пехотинцы США с винтовками М16 в Ираке

В пользу версии о перекрёстном огне говорит свидетельство Александра Минакова, утверждавшего, что на момент выезда из Багдада уже вёлся обстрел близлежащих позиций иракских войск. В момент инцидента российский кортеж как раз находился рядом с расположением иракцев, оборонявших столицу, и вслед за артиллерийской атакой со стороны сил коалиции последовал шквальный огонь из автоматического оружия, на который оборонявшиеся дали ответный огонь. Однако в интервью, данном по прибытии в Москву, Минаков утверждает, что американские войска вели именно прицельный огонь по всем восьми автомобилям конвоя.
В некоторое противоречие с вышесказанным входят слова одного из водителей, — иорданца Мухаммеда аз-Зубейди — утверждавшего, что американские солдаты, не пытаясь разобраться, кто едет в колонне, умышленно остановили её, заставили всех лечь на землю и открывали огонь по каждому, кто пытался встать.
Американская сторона первоначально отрицала даже саму возможность нахождения в районе инцидента коалиционных войск. Генерал Винсент Брукс заявил также, что маршрут следования дипломатической колонны был заранее согласован с американским командованием, и коалиционные силы были готовы обеспечить безопасность её прохождения, однако обстрел произошёл в зоне, контролируемой иракцами.
Позже американское командование заявило, что к моменту нападения российская колонна уже миновала позиции коалиционных войск. Военный источник телеканала CNN возложил ответственность за инцидент на «иракские иррегулярные подразделения», обстреливавшие дорогу, однако иными источниками эта версия не подтверждается.
Хотя время и маршрут следования колонны были согласованы и с иракской, и с американской стороной, на выезде из Багдада кортеж отклонился от первоначально выбранного пути и мог оказаться в той зоне, где ни коалиционные силы, ни иракские войска уже не могли гарантировать его безопасность. Владимир Жириновский прямо обвинил сотрудников дипмиссии в безответственности.

## Реакция

### В России
В МИД РФ были срочно вызваны посол Ирака в России Аббас Халаф и посол США Александр Вершбоу, от которых в жёсткой форме потребовали гарантий безопасности российских граждан, находящихся в Ираке, а также расследования инцидента и наказания виновных.
Об обстреле было немедленно доложено президенту Путину, который поручил принять все необходимые меры по оказанию помощи раненым и эвакуации дипломатов и журналистов.
Дмитрий Рогозин, председатель комитета Госдумы по международным делам, потребовал самого тщательного расследования инцидента и его возможных причин, не исключив возможность «провокации, направленной на то, чтобы ввязать Россию в этот конфликт».

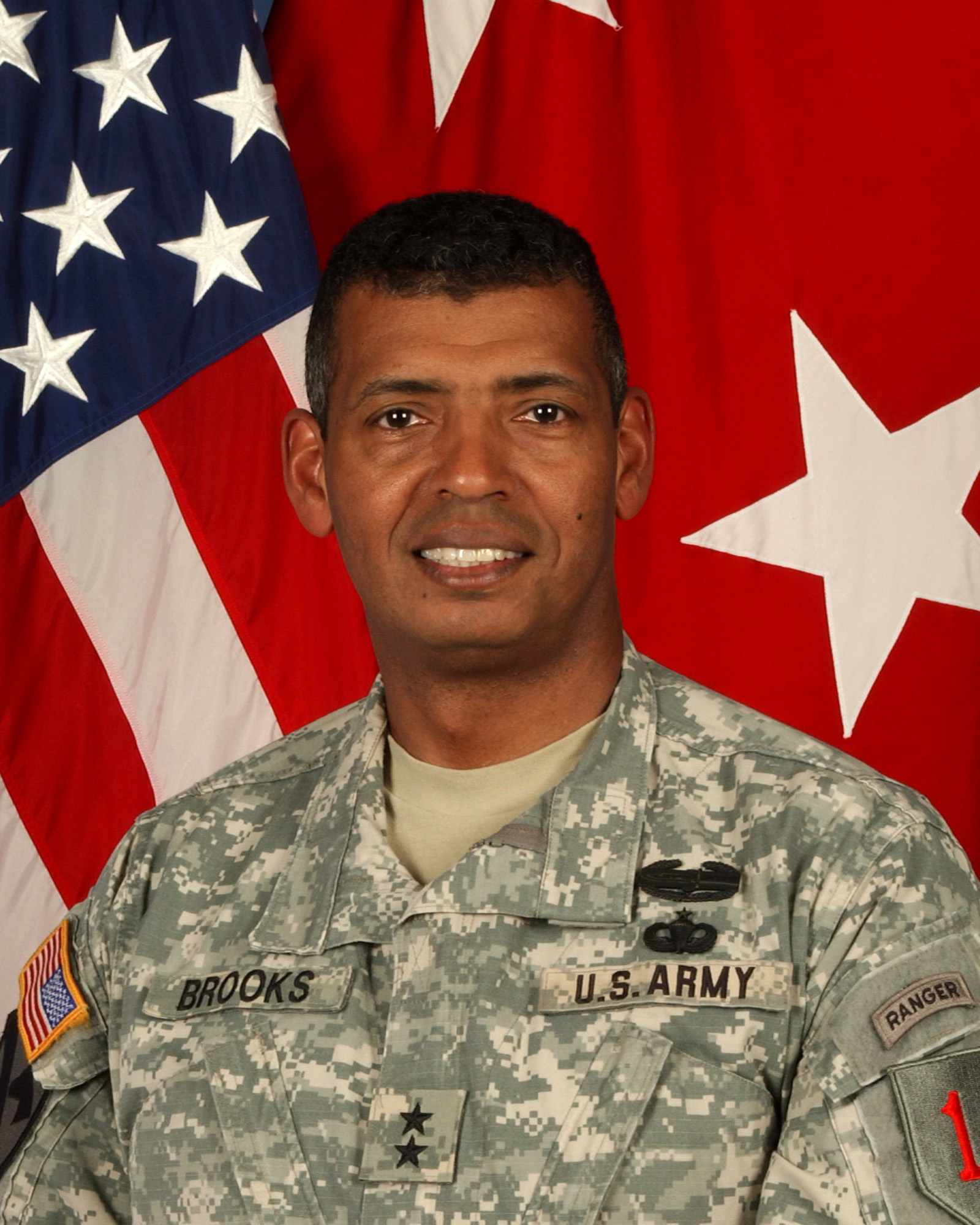
Винсент Брукс

### В Ираке
Багдад отказался давать какие-либо разъяснения по поводу инцидента, сославшись на заявление Владимира Титоренко, обвинившего американские войска в умышленном нападении на кортеж. Именно это заявление, сделанное на иракско-сирийской границе, посол Ирака в России Аббас Халаф назвал «официальной реакцией Ирака» на произошедшее.

### В США
Американская сторона сразу же сняла с себя ответственность за инцидент. По этому поводу в Катаре на специально созванном брифинге сделал заявление генерал Винсент Брукс.
Госсекретарь США Колин Пауэлл выразил своё сожаление о случившемся в телефонном разговоре с министром иностранных дел России Игорем Ивановым.